# BLAF architecten
BLAF architecten is een architectenbureau uit het Vlaamse Lokeren. Hoewel het actief is in zowel private en publieke sector is de focus vooral op de private woningbouw. Het bureau kenmerkt zich door ontwikkeling en toepassing van 'integrale duurzaamheid' in de projecten, zoals circulair bouwen.
BLAF houdt kantoor in een voormalige peperkoekfabriek van De Vreese-Van Loo in de Lokerse Poststraat.

## Oeuvre
- 2012: De Vreese-Van Loo peperkoekfabriek, Lokeren. Dit gebouw was genomineerd voor de IPB Challenge van 2010.[2]
- 2013: DNA huis, Asse[3]
- 2018: GjG huis, Gent[4]
- 2019: FmM huis[5]
- 2021: Woningbouwproject Tannat, Molenbeek[6][7]
- 2022: Kroonvormig eengezinswoning[1]